# Avenir (lied)
Avenir is een nummer van de Franse zangeres Louane uit 2015. Het is de tweede single van haar debuutalbum Chambre 12.
De originele versie van het nummer verscheen in december 2014, maar in januari 2015 bestormde een remix van het nummer de hitlijsten in Frankrijk, Wallonië, Luxemburg, Duitsland, Oostenrijk en Slowakije. In Louanes thuisland Frankrijk werd het een nummer 1-hit. Het nummer haalde in Vlaanderen een 7e positie in de Tipparade.